# Munna kerguelensis
Munna kerguelensis är en kräftdjursart som beskrevs av Oleg Grigor'evich Kussakin och Galina S. Vasina1982. Munna kerguelensis ingår i släktet Munna och familjen Munnidae. Inga underarter finns listade i Catalogue of Life.